# Йокогамський державний університет
Йокогамський державний університет (яп. 横浜国立大学, よこはまこくりつだいがく; англ. Yokohama National University) — державний університет у Японії. Розташований за адресою: префектура Канаґава, місто Йокогама, район Ходоґая, квартал Токіва-дай 79-1. Відкритий у 1949 році. Скорочена назва — Йокоха́ма-кокуда́й (яп. 横浜国大, よこはまこくだい).

## Факультети
- Педагогічно-гуманітарний факультет (яп. 教育人間科学部)
- Економічний факультет (яп. 経済学部)
- Факультет менеджменту (яп. 経営学部)
- Природничо-технічний факультет (яп. 理工学部)

## Аспірантура
- Педагогічна аспірантура (яп. 教育学研究科)
- Аспірантура міжнародної соціології (яп. 国際社会科学研究科)
- Аспірантура технічних наук (яп. 工学研究院・工学府)
- Аспірантура екологічних і інформаційних наук (яп. 環境情報研究院・環境情報学府)
- Аспірантура студій з оновлення міст (яп. 都市イノベーション研究院・都市イノベーション学府)
- Спільна аспірантура шкільної освіти (яп. 連合学校教育学研究科)